# José Vázquez de Figueroa
José Vicente Vázquez de Figueroa y Vidal (Cádiz, 1770 - 6 de enero de 1855) fue un militar, teniente de navío y político español, que fue en tres ocasiones Ministro de Marina.

## Biografía
Hijo de un padre de ascendencia vasca y una madre francesa, se formó en el Real Seminario de Nobles de Vergara. Su vocación marinera la reflejó con su ingreso en la Armada de España como guardiamarina en 1789 en Ferrol. Ya con destino, ascendió a alférez de fragata en 1790 y después fue profesor de matemáticas y navegación en la academia de Ferrol. En 1793 participó en la flota hispano-británica que se enfrentó a los franceses tras la muerte de Luis XVI, siendo ayudante y enlace del almirante Gravina, así como colaborador de los generales Domingo Izquierdo y Rafael Valdés.
Ascendió a alférez de navío en 1794, participó en el sitio de Rosas a las órdenes de Domingo Pérez de Grandallana, realizando meritorias acciones de combate que le valieron el ascenso a teniente de fragata en 1795. Tras varios destinos, fue puesto al mando del bergantín San León, con el que mantuvo un combate con la fragata británica Tepsicore en aguas de Génova, saliendo victorioso tras haberse visto forzado a tomar el puerto y usar las baterías del mismo en la acción. Después fue destinado a la defensa del tráfico marítimo en el mar de Alborán con el San León, donde fue asaltado por una flotilla inglesa y hubo de rendirse, no sin antes conseguir el objetivo de salvar a los buques que escoltaba. Tras permanecer un tiempo retenido en Gibraltar junto con sus marineros, regresó a España al ser declarado libre por los ingleses por su heroísmo en el combate. En España se le asignó el lugre Dafne al tiempo que fue ascendido a teniente de navío.
Terminado el conflicto con los ingleses fue destinado a Madrid donde participó en la comisión creada para la reforma de las ordenanzas y fue nombrado oficial de la Secretaría del Despacho de Marina. Con la invasión napoleónica se vio obligado a trasladarse con el gobierno, primero a Sevilla y después a la isla de León, último reducto de las autoridades y de la Junta Central Suprema. Allí cumplió funciones interinas de despacho de los asuntos referentes a la Marina, Estado, Guerra, Hacienda, Interior y Seguridad Pública, aglutinando distintas funciones de dirección política del gobierno en momentos de gran tensión y escasos medios (1810). Regularizada la situación tras ser rechazados los ocupantes, en 1812 ocupó, ya como titular, la cartera de Marina. Diezmada la flota en la batalla de Trafalgar, destinó el conjunto que quedaba a mantener las comunicaciones con las colonias, lo que permitió la llegada de suministros de todo tipo a la península, incluidos los bélicos, necesarios en aquellos momentos; rearmó algunos buques lo que permitió acciones ofensivas y defensivas en el Cantábrico y la zona gaditana; envió los primeros 2500 hombres a combatir las insurrecciones en Hispanoamérica. También mandó los hombres de la Armada sin destino en navíos a combatir en tierra contra la ocupación francesa, e impulsó que fueran contratados por las compañías navieras los oficiales sin buque para que mantuvieran activos sus conocimientos y prácticas. Tal fue el éxito y las energías empeñadas en articular el despacho de Marina que se le encomendó, de manera provisional, que se encargase también de otros dos despcahos, el de Hacienda de España y el de Hacienda de Indias. Renunció a sus cargos una vez constituido de nuevo el gobierno en Madrid.
Al regreso de Fernando VII fue nombrado caballero gran cruz de la Orden de Isabel la Católica, caballero de la Orden de Carlos III y Consejero de Estado.
En 1816 fue nombrado de nuevo Secretario de Estado y Despacho de Marina e Indias, si bien en esta ocasión los encontronazos con el propio rey Fernando a causa de la política general y de la vinculada a la Armada en particular, le llevaron a cesar en 1818, siendo desterrado en Galicia. Con la llegada del Trienio Liberal pudo regresar a Madrid como Consejero de Estado a propuesta de las Cortes, pero la entrada del duque de Angulema con los Cien Mil Hijos de San Luis, que dio al traste con el período liberal, le forzó a un nuevo destierro hasta 1826. Aunque Fernando VII le propuso de nuevo el despacho de Marina, lo rehusó. No hizo lo mismo durante la regencia de María Cristina en nombre de la futura Isabel II, aceptando el cargo en 1834, destacando en sus tareas la racionalización de los gastos de personal y administrativos y la coordinación con el despacho de Guerra. En este tiempo hubo de enfrentarse a un nuevo conflicto bélico, la Primera Guerra Carlista. Renunció en 1835, ya enfermo y envejecido. No obstante, aún fue nombrado Consejero Real y senador vitalicio por Isabel II en 1845. Dejó 30 volúmenes con sus obras y memorias.